# Быков, Вячеслав Анатольевич
Вячеслав Анатольевич Быков (род. 1 января 1970, Новосибирск) — российский эстрадный певец, музыкант, композитор, автор песен. Лауреат фестиваля Песня года (1998 год, 2008 год).

## Биография

### Ранние годы
Родился 1 января 1970 года в Новосибирске. Отец — Анатолий Григорьевич Быков, мать — Людмила Семёновна Быкова, по специальности инженеры. Мать играла на фортепиано, а отец на баяне. В семь лет одновременно с общеобразовательной поступил в музыкальную школу по классу «Баян» и с успехом окончил её.
В 13 лет увлёкся гитарой и стал участником юношеской музыкальной группы в «Доме творчества». Самостоятельно разучивали песни и выступали на открытых площадках Новосибирска.
В 17 лет серьёзно увлекся роком, стал бас-гитаристом и вокалистом рок-группы. «Кумиром для нас были „Beatles“ и „Deep Purple“, а из наших „Воскресение“ и группа „Машина времени“, я и сейчас преклоняюсь перед их творчеством», — рассказывает Вячеслав Быков.
1988—1990 — служба в армии — «Ансамбль песни и пляски» Новосибирска. После армии работал в ресторане и руководителем ансамбля при Новосибирском патронном заводе, помимо основной занятости успевал заниматься творчеством.
В 1997 году друг детства по тому же юношескому ансамблю помог с записью альбома, на одной из московских студий, и со съёмкой видеоклипов к этому альбому. Одна из песен «Любимая моя» была удостоена личной премии Аллы Пугачевой как «Лучшая песня года».
В 2006 году познакомился с Александром Маршалом и родилась идея записать совместный трек.
В январе 2008 года вышел альбом Вячеслава Быкова и Александра Маршала «Где ночует солнце…».
В марте 2012 года вышел совместный альбом Александра Маршала и Вячеслава Быкова «До восхода ночной звезды». Песня «По белому небу» из него стала лауреатом конкурса «Песня года».
Автор песен Александра Маршала («Города-поезда»), а также Александра Буйнова («В Париже ночь», «В облака», «Такой же как все»).

### Личная жизнь
Композитор Быков дружил с юмористом и губернатором Алтайского края Михаилом Евдокимовым, выступил на памятном концерте в его честь 4 декабря 2006 года в Москве.
Осенью 2009 года его сын Артём Быков вместе с сообщником совершил немотивированное зверское убийство студента Тимофея Сидорова в лесопарке Кусково. Медицинская экспертиза признала нападавшего невменяемым.

## Работы

### Дискография
1. 1997 — «Любимая моя»[7]
2. 1998 — «Я прихожу к тебе, когда город спит»
3. 1999 — «Девочка моя»
4. 2000 — «Малыш»
5. 2003 — «Для неё весь мир»
6. 2004 — «До рассвета»
7. 2007 — «Где ночует солнце» (совместно с А. Маршалом)
8. 2011 — «До восхода ночной звезды» (совместно с А. Маршалом)
9. 2013 — «15 лет спустя»

### Видеография
1. 1997 — «Любимая моя»
2. 1998 — «Девушка у алтаря»
3. 1998 — «Я прихожу к тебе, когда город спит»
4. 1998 — «Садовник»
5. 1999 — «Девочка-ночь»
6. 1999 — «Девочка моя»
7. 2000 — «Малыш»
8. 2003 — «Для неё весь мир»
9. 2014 — «Невеста»
10. 2014 — «Назову тебя облаком»